# Gorouol
El Gorouol és un riu intermitent que flueix només durant la temporada de pluges per Burkina Faso i Níger.
Neix al nord de Burkina Faso, al sud-est de Déou, i discorre cap a l'est cap a Saouga. A Falagountou rep el Féléol. A continuació, el riu gira cap al nord, fins a la desembocadura del Béli, prop de Yatakala. Allà torna a canviar de direcció, cap a l'est, fins a desembocar al riu Níger, ja dins del Níger. La seva conca hidrogràfica és de 54.050 km².

## Hidrografia
Cabal mitjà mensual del Gorouol mesurat a l'estació hidrològica d'Alcongui, a uns 30 km de la desembocadura, en m³/s.